# 師尾源蔵
師尾 源蔵（もろお げんぞう、1897年〈明治30年〉4月16日 - 1961年〈昭和36年〉12月8日）は、日本のスポーツ指導者、射撃指導者、スポーツ評論家、新聞記者。新潟新聞社記者、新潟日報社嘱託、新潟県体育協会顧問、明治大学体育会顧問、日本ライフル射撃協会名誉会長。日本の射撃競技の創始者。

## 略歴
新潟県北蒲原郡水原町大字山口（現 阿賀野市山口町）出身。
新潟中学校を経て、明治大学に入学、シベリア出兵に応召、帰国後、1921年（大正10年）6月10日に明治大学に射撃部を創部、1924年（大正13年）3月に明治大学専門部政治経済科を卒業、明治大学嘱託講師に就任。
師尾源蔵が主唱し、東京日日新聞社の後援、明治大学射撃部の主催で、1924年（大正13年）11月3日に東京府北豊島郡岩淵町大字袋（現 東京都北区赤羽台）の赤羽工兵隊射撃場で第1回関東大学専門学校射撃大会が開催された。
第1回関東大学専門学校射撃大会を契機として、1925年（大正14年）に学生射撃連盟、1937年（昭和12年）に大日本射撃協会、1949年（昭和24年）に日本射撃協会、1953年（昭和28年）に日本ライフル射撃協会が設立された。
全国戦没学徒顕彰会会長として戦没学徒の英霊を祭る全国運動を進めた。
新潟県においてレスリング、フェンシング、ウエイトリフティング、ライフル射撃、グライダー、スキー、水泳などの選手育成に努め、アマチュアスポーツの振興に貢献した。
佐渡島と本州の間の海峡を佐渡海峡と命名し、佐渡海峡横断遠泳大会を実行したほか、新潟県でスキー駅伝競走や雪上野球など、様々なスポーツイベントを計画・実行した。
1961年（昭和36年）12月8日午前11時に東京都千代田区神田淡路町の同和病院で十二指腸潰瘍のため死去、12月12日に日本ライフル射撃協会の本部で協会葬が行われた。
師尾源蔵の顕彰碑が1963年（昭和38年）9月に新潟縣護國神社の境内の松林の中に建てられた。その後、師尾源蔵の顕彰碑は改修されて2019年（平成31年）3月に新潟縣護國神社の社殿の横の明治大学戦没学徒忠霊殿の脇に移された。

## 友人
- 坂口献吉 - 新潟中学校の3年先輩、坂口安吾の長兄、新潟日報社第2代社長[注 5][注 6][注 7]。

## 親族
- 師尾誠治 - 次兄、実業家、尾呂志水力電気社長、大同電力取締役[注 8]、木曽発電取締役、南信電気取締役、南海水力電気取締役、立山水力電気監査役、北海電化工業監査役、日本油脂監査役、日産土木監査役。
- 師尾精三 - 三兄、実業家、三鷹無線工業専務、日本エレベーター製造常務[注 9]、東洋オーチス・エレベータ取締役。

## 著書
- 『新朝鮮風土記』萬里閣書房、1930年。